# Wharton (Texas)
Wharton è una città e capoluogo della contea di Wharton nel Texas, negli Stati Uniti. La popolazione era di 8 832 abitanti al censimento del 2010.

## Geografia fisica
Secondo l'Ufficio del censimento degli Stati Uniti, ha una superficie totale di 7,52 mi² (19,48 km²).
Situata sul fiume Colorado del Texas, la città si trova a 97 km a sud-ovest di Houston. La U.S. Route 59 passa a ovest della città.

## Storia
La città deve il suo nome a William Harris Wharton e John Austin Wharton, due fratelli che ebbero un ruolo cruciale nella rivoluzione texana. A causa del terreno fertile, i coloni si stabilirono nell'area e praticarono l'agricoltura. Nel 1846, Wharton fu designata capoluogo della contea.

## Società

### Evoluzione demografica
Secondo il censimento del 2010, la popolazione era di 8 832 abitanti.